# Mascotte (Floride)
Pour les articles homonymes, voir Mascotte (homonymie).
La ville de Mascotte est située dans le comté de Lake, dans l’État de Floride, aux États-Unis. Sa population s’élevait à 5 101 habitants lors du recensement de 2010, estimée à 5 538 habitants en 2016.

## Histoire
La ville est nommée en référence à un bateau utilisé pour le transport de tabac pendant la guerre hispano-américaine.

## Démographie
| 1930 | 1940 | 1950 | 1960 | 1970 | 1980  |
| ---- | ---- | ---- | ---- | ---- | ----- |
| 260  | 239  | 440  | 702  | 966  | 1 112 |

| 1990  | 2000  | 2010  | - | - | - |
| ----- | ----- | ----- | - | - | - |
| 1 761 | 2 687 | 5 101 | - | - | - |

## Source
- (en) Cet article est partiellement ou en totalité issu de l’article de Wikipédia en anglais intitulé « Mascotte, Florida » (voir la liste des auteurs).